# Henry Chapman (Politiker)

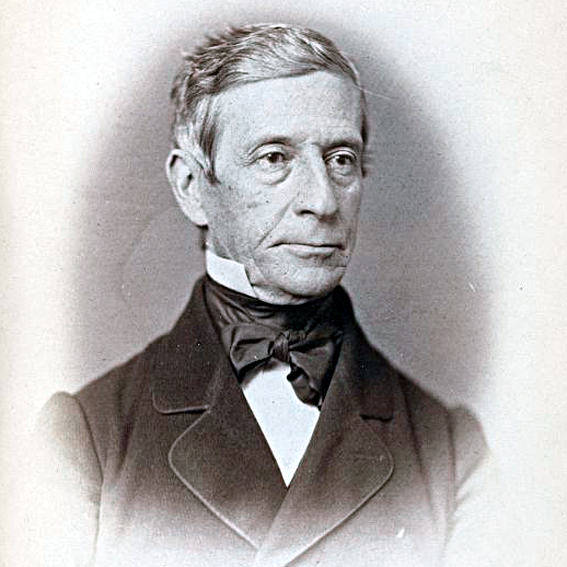
Henry Chapman (1859)

Henry Chapman (* 4. Februar 1804 in Newtown, Bucks County, Pennsylvania; † 11. April 1891 bei Doylestown, Pennsylvania) war ein US-amerikanischer Politiker. Zwischen 1857 und 1859 vertrat er den Bundesstaat Pennsylvania im US-Repräsentantenhaus.

## Werdegang
Henry Chapman besuchte die Doylestown Academy und die Doctor Gummere’s Private Boys’ School nahe Burlington in New Jersey. Nach einem anschließenden Jurastudium und seiner 1825 erfolgten Zulassung als Rechtsanwalt begann er in Doylestown in diesem Beruf zu arbeiten. Gleichzeitig schlug er als Mitglied der Demokratischen Partei eine politische Laufbahn ein. Im Jahr 1843 saß er im Senat von Pennsylvania. Zwischen 1845 und 1849 fungierte er als Richter im 15. Gerichtsbezirk seines Staates.
Bei den Kongresswahlen des Jahres 1856 wurde Chapman im siebten Wahlbezirk von Pennsylvania in das US-Repräsentantenhaus in Washington, D.C. gewählt, wo er am 4. März 1857 die Nachfolge von Samuel Carey Bradshaw antrat. Da er im Jahr 1858 auf eine weitere Kandidatur verzichtete, konnte er bis zum 3. März 1859 nur eine Legislaturperiode im Kongress absolvieren. Diese war von den Ereignissen im Vorfeld des Bürgerkrieges geprägt.
Zwischen 1861 und 1871 amtierte Henry Chapman als Richter im Bucks County. Danach zog er sich in den Ruhestand zurück. Er starb am 11. April 1891 auf dem Anwesen Frosterley nahe Doylestown.